# Bhageswor
Bhageswor (nepalski: भागेश्वर) – gaun wikas samiti w zachodniej części Nepalu w strefie Mahakali w dystrykcie Dadeldhura. Według nepalskiego spisu powszechnego z 2001 roku liczył on 652 gospodarstw domowych i 3953 mieszkańców (2012 kobiet i 1941 mężczyzn).